# Sedna

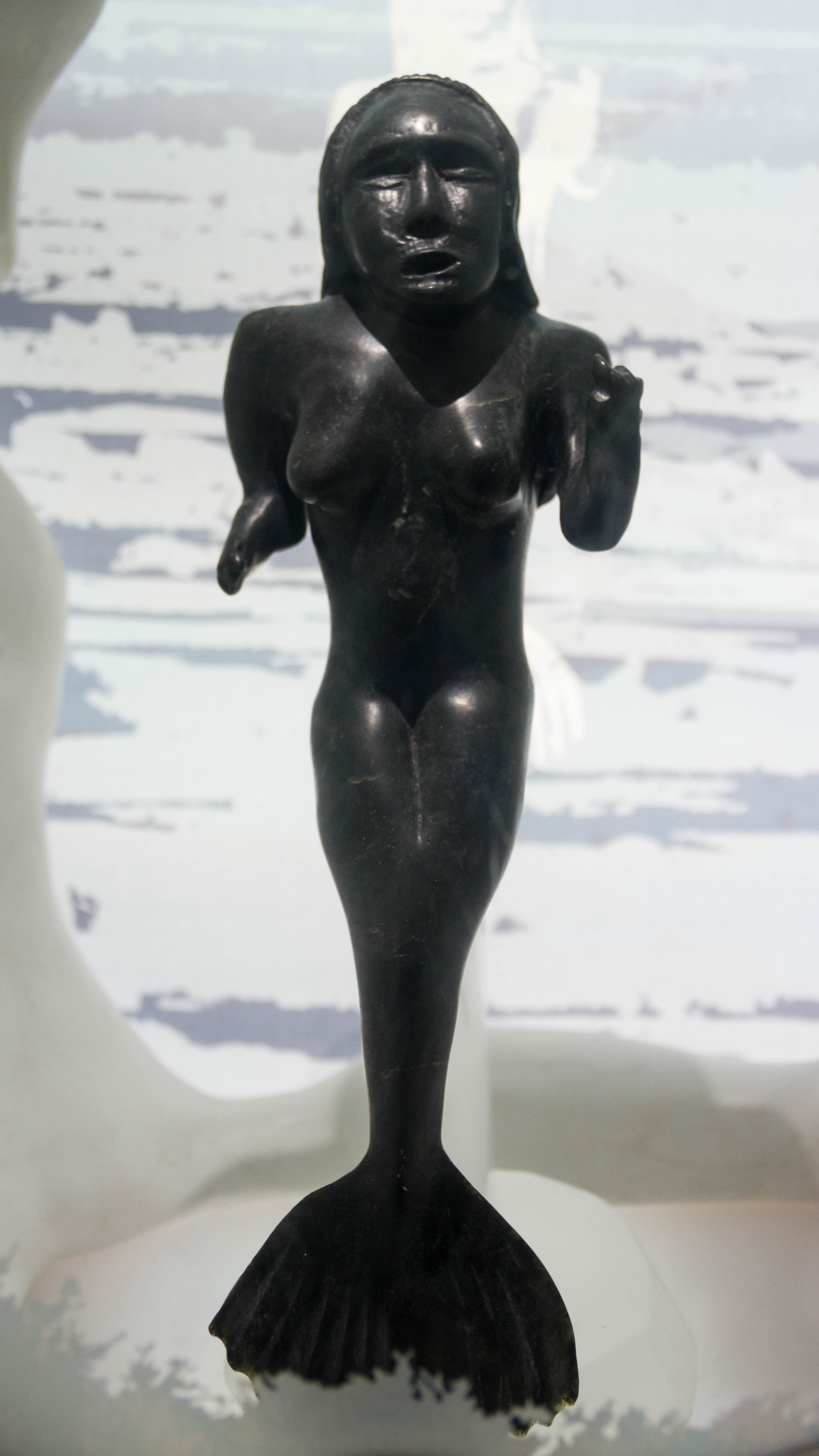

Havets Moder („Mutter des Meeres“) (Granitskulptur der grönländischen Künstlerin Aka Høegh, an der Küste von Nuuk)

Sedna (in Inuktitut-Silbenschrift ᓴᑦᓇ Satna, ᓯᐊᑦᓇ Siatna, ᓯᑦᓇ Sitna oder ᓴᓐᓇ Sanna) ist der bekannteste Name der zentralen Meeresgöttin der Eskimo, die als gefürchtete Herrin der Tiere fungierte. Diese Bezeichnung stammt aus Baffinland und bedeutet „die dort unten im Meer“. Bei den Ostgrönländern wird sie „Immap ukuua“ (Mutter des Meeres) genannt, bei den Westgrönländern „Arnaqquassaaq“ (das majestätische Weib) oder „Sassuma arnaa“ (die Frau dort unten), die nordgrönländischen Inughuit nennen sie „Nerrivik“ und die sibirischen Yupik „Nulirah“ (die alte Frau des Meeres). Nordwestlich der Hudson Bay findet sich der Name „Nuliajuk“ (die liebe Frau, ᓄᓕᐊᔪᖅ Nuliajuq), und in Labrador war „sie“ ein Mann.

## Mythologie
Sedna wurde in der traditionellen Religion der Inuit als „Alte der Meere“, „Königin der Tiefe und der Stürme“ und „Mutter aller Meeresgeschöpfe“ verehrt. Sedna bestimmte darüber, welche und wie viele Meerestiere gefangen und gegessen werden durften. Verstießen die Menschen gegen ihr Gebot, dann schickte sie einen Sturm oder zog den Jäger und seine Familie in die Tiefe. Ihr Haus befand sich am Meeresgrund. Dort wohnte sie in Gemeinschaft mit Fischen und anderen Seetieren, aber auch mit den Seevögeln. Bewacht wurde ihr Heim von Seehunden, die jeden bissen, der unbefugt eintrat.
Die Mythen – es sind mehrere, die je nach geographischer Verbreitung in den Details sehr voneinander abweichen können – berichten, dass Sedna ein wunderschönes, aber eitles Mädchen war, das alle Bewerber abwies. Schließlich gab Sednas Vater sie gegen ihren Willen einem Jäger zur Frau, obwohl dieser sein Gesicht verhüllt trug. Als der Ehemann Sedna mit dem Kajak in sein Zuhause gebracht hatte, stellte sich heraus, dass er ein Rabe war und ihr Heim harte Klippen sein sollten. Sie weinte und schrie in den Wind, bis ihr Vater es hörte, ein schlechtes Gewissen bekam und sie zurückholte.
Auf dem Rückweg wurde das Kajak von Sednas Ehemann angegriffen, der mit seinen Flügelschlägen heftige Seestürme verursachte. Sednas Vater bekam Angst und warf seine Tochter über Bord. Sedna versuchte sich am Kajak festzuklammern, aber der Vater schlug ihr mit dem Paddel auf die gefrorenen Finger und die Hände, bis sie zersprangen und im Ozean versanken. Sednas Finger verwandelten sich durch den Zauber des Raben in Robben und ihre Hände in Wale und andere Meeressäugetiere. Sedna versank schließlich selbst in der See und sitzt noch heute dort auf dem Meeresgrund. Ihr Zorn auf die Menschen peitscht das Meer von Zeit zu Zeit in gewaltigen Stürmen und Wellen auf. Im Groll über den Verrat wurde sie zu einer mächtigen, zornigen Göttin.
Die Meeresgöttin galt den Inuit als „Beobachter-Göttin“, denn sie wusste alles über die Menschen und ihre Tabuverletzungen, die sich als Schmutz in ihrem Haar festsetzen. Das machte sie zornig, so dass sie alle Beutetiere der Menschen in ihrem Haus behielt. Deshalb musste sie mit Respekt behandelt werden und Schamanen mussten zu ihr in einer „Seelenreise“ hinabtauchen, um ihr langes schwarzes Haar zu kämmen. Das beruhigte Sedna und sie erlaubte den Menschen, sich wieder vom Reichtum des Meeres zu ernähren. So war es im Norden Sitte, einer gefangenen Robbe Wasser ins Maul zu tropfen als Geste des Dankes an Sedna, die den Jäger und seine Familie ernährt.